# Ataque al complejo turístico Le Campement
El ataque al complejo turístico Le Campement, cerca de Bamako, Malí, fue un atentado terrorista islamista realizado el 18 de junio de 2017 como parte de la guerra de Mali.

## Desarrollo
El ataque a Le Campement, un albergue ecológico creado por un francés situado en Yirimadio, en la periferia de Bamako, muy frecuentado por expatriados. En enero de 2017 su propietario, Hervé Depardieu, había protestado contra las consignas de seguridad del ministerio francés de asuntos exteriores en una opinión publicada por Le Monde Afrique.
Según testigos, los yihadistas penetraron en el establecimiento con por la tarde, divididos en dos grupos armados con AK-47. Según el testimonio de un empleado: «Los primeros asaltantes llegaron muy armados a la puerta principal. Dispararon al aire antes de subir hacia las piscinas». Para Sory Ibrahim, un periodista presente en el lugar en el momento del ataque: «En realidad buscaban a blancos».
El otro grupo se acercó por lo alto del establecimiento. Según un expatriado: «Algunos de entre ellos pudieron penetrar más fácilmente a los lugares por la cima de una colina donde se encuentran las piscinas en cascada y que no está cerrado.» Diversos militares de permiso se encontraban en las instalaciones. Entre ellos, un militar portugués, el sargento ayudante Paiva Benido, que falleció en los primeros minutos por los disparos de los terroristas, y el comandante Miguel Ángel Franco Fernández del ejército español, ambos se encontraban en Mali como parte de la Misión de Entrenamiento de la Unión Europea en Malí. Franco Fernández se encontraba en la piscina, descansando en bañador y descalzo, y cuando se dio cuenta de la situación dirigió a los demás clientes hacia un lugar más seguro. Con un arma de mano pedida a un compañero militar húngaro y catorce cartuchos, consiguió rechazar a los asaltantes e incluso neutralizar a uno. La acción permitió poner a salvo a muchos de los clientes, que no sufrieron mayores percances.
La Forsat —la fuerza especial antiterrorista de Mali— llegó al sitio a las 16:00, es decir, una media hora después del inicio del ataque. Las tropas del ejército de Mali, la Misión Multidimensional Integrada de Estabilización de las Naciones Unidas en Malí y las fuerzas especiales francesas también se presentaron en el sitio poco después. Sin embargo, la Forsat lanzó el ataque sola.
Los clientes fueron extraídos poco a poco. Según el ministro malí de seguridad, Salif Traoré, 36 clientes o trabajadores del campamento fueron evacuados, entre los que se encontraban una quincena de franceses y once malienses. Tropas españolas, en contacto a través del móvil, rescataron al grupo de turistas que se encontraba con el comandante Franco Fernández, que debido a sus heridas en los pies descalzos y las rodillas apenas podía andar. Según Le Monde: «La configuración del lugar, perfecta para el descanso dominical, ciertamente convirtió en muy difícil el avance de las fuerzas del orden; la zona es vasta y frondosa, y Le Campement se parece a un pequeño pueblo en el que las casas están esparcidas por las colinas. Se encuentran muchos lugares de descanso, tres piscinas.» Los terroristas fueron acorralados en la oscuridad durante varias horas. A las 12:30 todos los asaltantes habían sido abatidos.

## Reivindicación
El ataque fue reivindicado el 19 de junio por el Jama'at Nasr al-Islam wal Muslimin en un comunicado publicado en las redes sociales y retomado por agencias de noticias mauritanias, Agence Nouakchott Information (ANI) y Al-Akhbar.
En su comunicado de reivindicación, el Jama'at Nasr al-Islam wal Muslimin indicó que los asaltantes eran sólo tres, precisó que murieron durante el ataque y que pertenecían a la etnia fulani.

## Balance
El 19 de junio, el ministro maliense de seguridad, el general Salif Traoré, anunció que nueve personas había muerto en el ataque: cuatro civiles de nacionalidad gabonesa, china, portuguesa y maliense, un militar maliense y cuatro yihadistas. Ocho soldados malienses fueron heridos. Sin embargo, a la mañana siguiente, el fiscal del polo judicial especializado,  Boubacar Sidiki Samaké, afirmó que la víctima portuguesa era un militar de la EUTM Malí y no un civil. Precisó también que una maliense y un chino murieron por heridas de bala y que un francogabonés falleció de una crisis cardíaca. Tres sospechosos fueron detenidos en las cercanías de Le Campement.
Federica Mogherini, Alta Representante de la Union Europea, confirmó igualmente que la víctima portuguesa trabajaba para la EUTM Mali y que una mujer maliense era empleada de la delegación europea en Bamako.
El comandante Miguel Ángel Franco Fernandez recibió la Medalla de Servicios Meritorios de la Política Europea de Seguridad y Defensa Común por su comportamiento durante el ataque, convirtiéndose en el primer militar español en recibir la condecoración.

### Fallecimientos
| País           | Número |
| -------------- | ------ |
| Mali           | 1      |
| Francia/ Mali  | 1      |
| Francia/ Gabón | 1      |
| China          | 1      |
| Portugal       | 1      |
| Total          | 5      |